# تقنيات استبقاء الأطراف
تُجرى تقنيات استبقاء الأطراف، والمعروفة أيضًا باسم تقنيات الحفاظ على الأطراف، أو إنقاذ الأطراف بهدف إعطاء المرضى حلولًا بديلة عن البتر. توجد أنماط عديدة من تقنيات استبقاء الأطراف بما فيها إيثاق المفصل، ورأب المفصل، ومركب البديل الخيفي، واستبناء البدائل الداخلية، والطعوم الصنعية، والرأب التدويري.

## إيثاق المفصل
يُعرّف إيثاق المفصل بأنه تثبيت جراحي للمفصل، بشكل تستطيع فيه العظام النمو بشكل صلب مع بعضها البعض. من الممكن أن يؤدي إيثاق المفصل إلى تخفيف الألم الناتج عن التهاب المفاصل أو الكسور. يحدث ذلك من خلال استخدام الطعوم الخيفية (طعم من فرد ينتمي إلى نفس النوع)، أو الطعوم الذاتية. تُجرى عمليات التطعيم الخيفي باستخدام طعوم عظمية من بنك التبرع بالعظم، في حين يجرى التطعيم الذاتي عبر طعوم عظمية من عظام أخرى في جسم المريض نفسه. يمكن أيضًا إدخال عظام اصطناعية، أو صفائح معدنية من أجل تخفيف الآلام.

## رأب المفصل
تشبه عملية رأب المفصل عملية إيثاقه، وتعني حرفيًا الإصلاح الجراحي للمفصل. في الماضي كان يُجرى رأب المفصل عبر استخدام الأنسجة وإزالة العظم للتخلص من الألم، أما حاليًا تُستأصَل المفاصل، وتوضع مكانها أطراف بديلة. مما يخفف الألم ويسمح بمدى أكبر من الحركة، ويُحسّن القدرة على المشي، وكل ذلك يقوّي العضلات. رأب الكتف هو أحد أشيع إجراءات رأب المفصل، على الرغم من أنه لم يُستخدم على نطاق واسع إلا منذ عام 1995. يُعتقد أن تيميستوكل غلوك هو أول من أجرى عملية رأب مفصل الكتف في عام 1800، ولأن غلوك لم ينشر أي نتائج أو ملاحظات فيما يخص الإجراء، يُرجَع الفضل إلى جولس إيميل بين لإجراء أول عملية رأب مفصل الكتف في عام 1893.

## مركب البديل الخيفي
تعتبر مركبات البديل الخيفي مجموعة من تقنيات استبقاء الأطراف المتعددة، إذ تُستَخدم الطعوم الخيفية لاستبدال العظام التي استُؤصلت باستخدام تقنيات رأب المفصل. ثم يُوثق المفصل من أجل دعم وتقوية الطعوم الخيفية. تتميز مركبات البديل الخيفي بالمرونة؛ وبذلك يمكن للجراحين أن يُناسبوا الطعوم لأي حالة.

## الطعوم الصنعية
تُستخدم البدائل الصنعية عندما يتوجب استبدال أجزاء العظم، ومن غير المتوقع حدوث نمو أكثر للعظم. تُصنَع البدائل غالبًا من المعادن، لكن نوقشت إمكانية استخدام مواد مصنوعة من السيراميك من قبل بعض الجراحين، يمكن أن تكون البدائل مؤقتة أو دائمة، تبقى الطعوم المؤقتة في مكانها حتى شفاء العظم، ثم تُزال. تحمل الطعوم الصنعية المؤقتة معظم العبء عن العظم المكسور، ويؤدي ذلك إلى جعل العظم أقل كثافة، وقد يؤدي ذلك إلى كسور أخرى بعد إزالة الطعم. قد تسبب هذه الطعوم أيضًا تراكيز إجهاد كنتيجة لاختلاف المادة بين العظم والصفيحة. في حالة البدائل الدائمة تُحقَن مادة تشبه المعجون في موقع الطعم من أجل منع الجسم من محاربة الطعم (خاصة الجهاز المناعي). قد تتلف هذه المادة النسيج العظمي، وتسبب مشاكل خطيرة للمريض. استُخدمت الأطراف الصنعية لسنوت، ويوجد أدلة على أن الأطراف الصنعية استُخدمت في مصر القديمة، ومنذ ذلك الوقت وهي تُستخدَم، لكن مع اختلاف وتحديث المواد التي تُصنع منها، بدءًا من الجلد، والخشب، انتهاءً بالمعادن القوية.

## الرأب التدويري
الرأب التدويري، والمعروف أكثر باسم تدوير فان نيس أو تدوير بورغرفن هو إجراء طبي لاستبقاء الطرف يُجرى عند بتر ساق المريض عند الركبة، ثم يُدار مفصل الكاحل 180 درجة، ويُوصل إلى مفصل الركبة السابق، ونحصل بذلك على مفصل ركبة جديد. يسمح هذا الإجراء للمريض أن يمتلك قدمين تعملان وظيفيًا بشكل كامل، بدلًا من خسارة ساق كاملة عبر البتر.

### أسباب استخدام الرأب التدويري
بالأصل، استُخدم الرأب التدويري لعلاج الالتهابات، والأورام حول الركبة، وكان أيضًا علاجًا شائعًا لساركوما العظام، على الرغم من أنه ما زال يُستخدم لعلاج مضاعاتها، فهو يُستخدم أيضًا لعلاج الأطفال في طور النمو الذين شُخّص لهم إصابتهم بأورام عظمية حول الركبة. يُجرى الرأب التدويري أيضًا على الأطفال الذين يعانون من اعتلالات فخذية خلقية. تؤدي هذه الاعتلالات إلى مفصل ورك غير ثابت، وعظم فخذ أقصر بـ 50% من عظم الفخذ المقابل. يعطي هذا الإجراء مرضى الرأب التدويري القدرة على استخدام كلا القدمين، ويسمح لهم بمواصلة العيش بنمط حياة نشط.

### تاريخ الرأب التدويري
أجريت المعالجة التدويرية لأول مرة من قبل بورغريف في عام 1927. وأجرى العملية على صبي يبلغ من العمر 12 عامًا، وكان يعاني من مرض السل. ومع ذلك، لم يكن هذا الإجراء معروفًا بشكل جيد حتى عام 1950، في ذلك الوقت، أبلغ الطبيب فان نيس عن نتائج إجراءات الرأب التدويري التي حصل عليها، وأصبح معروفًا بتأسيسه لهذا الإجراء. منذ ذلك الوقت، أجرى العديد من الجراحين نسخًا معدلة من الرأب التدويري وحققوا نجاحًا كبيرًا.

### إجراء الرأب التدويري
في الإجراء الفعلي، يُزال العظم المصاب بالورم، مع جزء صغير من عظم الفخذ السليم، وعظم الساق في بعض الأحيان أيضًا. يُزال جزء من عظم الساق، ثم يُدار مفصل الكاحل 180 درجة ويُثبّت على الفخذ. ثم يُجمعان معًا باستخدام صفائح ومسامير حتى تلتئم بشكل طبيعي. يمكن أن تستغرق الجراحة من 6 إلى 10 ساعات، مع الحاجة لقضاء يوم أو يومين في العناية المركزة. تبقى الساق ملفوفة بجبيرة لمدة 6 إلى 12 أسبوع. بعد أن تلتئم الساق بشكل كافٍ، يمكن تركيب طرف صناعي مناسب للساق.

### مزايا وعيوب تقنية الرأب التدويري
في نفس السيناريو، لن يترك الأطباء مفصل الركبة عند البتر، ولكن تسمح تقنية الرأب التدويري باستخدام هذا المفصل. علاوة على ذلك، يوفر وضعًا أفضل للأطراف الاصطناعية. نتيجة لذلك، يمكن للأطفال الذين خضعوا للرأب التدويري ممارسة الرياضة أو الركض أو التسلق، إلخ. لا يتعين على المرضى عادة إجراء عمليات جراحية إضافية طوال حياتهم. لسوء الحظ، لن تنتهي كل حالات الرأب التدويري بنتائج إيجابية. يمكن أن يؤدي الرأب التدويري إلى مشاكل في وصول التروية الدموية الكافية إلى الساق، والإصابة بالإنتانات، وإصابات الأعصاب، ومشاكل في التئام العظام، وكسور في الساق.

### جودة الحياة
أجرى أخصائيو جراحة العظام الألمان روبرت رودل، وأورسولا بوهلمان، وجورج غوشير، ونوربرت جي ليندنر، ووينفريد وينكلمان دراسة تقييمية تقيس مدى الرضا عن الحياة، ونوعيتها لدى 22 مريضًا ممن تلقوا إجراء الرأب التدويري قبل 10 سنوات على الأقل. ووجدوا أن المرضى الذين كانوا صغارًا في السن عند إجراء العملية كانوا أكثر سعادة في حياتهم، ووجد أيضًا أن 8 من أصل 22 من هذه الدراسات كان يجب بعدها إجراء 21 مراجعة جراحية في السنوات العشر التالية. بالمقارنة مع عامة السكان، كان لدى المرضى نسبة أعلى من جودة الحياة، 83% مقارنة مع 75%. عمومًا، كان المرضى أكثر قناعة بالنسبة إلى جوانب مختلفة من حياتهم بالمقارنة مع عامة السكان.